# Dexary
Dexary es un canal de televisión por suscripción uruguayo. Inició transmisión es el 14 de junio de 2019 con la emisión de los 26 partidos de la edición 2019 de la Copa América de Selecciones. Es propiedad del exdirigente deportivo Edgar Welker.

## Historia
En diciembre del 2018, Dexary había comprado los derechos de televisación de los sudamericanos sub-20 y sub-17, pero se los revendió a Tenfield, que finalmente fue el que produjo y transmitió estos eventos deportivos a través de la señal VTV,.
El canal inició sus transmisiones el 14 de junio de 2019 con la emisión del partido inaugural de la Copa América Brasil 2019 entre las selecciones de Brasil y Bolivia.
Días antes del inicio de la Copa, el canal negoció con los cableoperadores uruguayos, con los canales de aire de Montevideo y la plataforma de televisión en línea de Antel, VeraTV, la cesión de una señal única en el período en el que se jugaba dicha competición, la que se verá por todos los medios que la hayan adquirido previamente.
Acordó estas pautas con alrededor de 80 cableoperadores de todo el Uruguay, incluidos los de Montevideo.
Inicialmente, con los canales privados de la capital se llegó a un acuerdo donde se emitirían por estos el primer partido, Argentina-Catar, un partido de la selección brasileña y todos los partidos que jugase la selección uruguaya en el torneo, excepto el primer partido de la fase de grupos que se emitió solo por cable y streaming.
Desde el principio, Dexary estuvo ligada al canal VTV debido a que la última le arrendaba el carrier a la primera, o que algunos partidos que iban en simultáneo con otros se emitieron en la segunda señal del canal, VTV+ (actual VTV Plus).
Su último día de transmisiones fue el 7 de julio de 2019, siendo en la madrugada del mismo día reemplazado por otra señal de Tenfield, GolTV. 
En la mañana del día siguiente fue eliminada paulatinamente de todos los cableoperadores uruguayos. 
La señal volvió el 19 de enero de 2020 para transmitir los encuentros más relevantes del Torneo Preolímpico Sudamericano Sub-23. A inicios de febrero, se confirma que Dexary emitirá los partidos de equipos uruguayos en la Copa Sudamericana 2020, retomando sus trabajos en la edición de 2021 con los partidos de ida de la primera fase entre Cerro Largo-Peñarol y Fénix-Torque.

## Programación

### Eventos y programas ya transmitidos
- Torneo Preolímpico Sudamericano Sub 23 (edición de 2020)
- Campeonato Sudamericano de Fútbol Sub-20 de 2023
- Campeonato Sudamericano de Fútbol Sub-17 de 2023
- Copa Sudamericana  (ediciones de 2020 y 2021, participación de equipos uruguayos)
- Copa América Femenina 2022
- Copa Intercontinental Sub-20 2022
- Copa Mundial de Clubes de la FIFA (edición de 2021, emitido por VTV Plus)
- Campeonato Sudamericano de Fútbol Sub-20 de 2019 (producido por Tenfield y emitido por VTV)
- Campeonato Sudamericano de Fútbol Sub-17 de 2019 (producido por Tenfield y emitido por VTV)
- Copa América Brasil 2019 (26 partidos en vivo, más repeticiones durante el día)
- Copa América 2021 (28 partidos en vivo, más repeticiones durante el día)
- Pasión Copa América (en simultáneo con VTV)
- Cámara Celeste (programa de VTV)

## Periodistas

### Actuales[7]
- Sandra Rodríguez
- Nelson Etchegoyen
- Agustín Basso
- Bruno Piñero
- Daniel Alonzo
- Wilmar Cabrera
- Eduardo Pereira